# فالتشر
فالتشر هو شرير خارق في مارفل كومكس من ابتكار ستان لي وستيف ديتكو،ظهرت الشخصية لأول مرة في مايو 1963.